# Аллея «Матери России»
Аллея «Матери России» — аллея, посвященная матерям России, находится в городе Магас — столице Республики Ингушетия. Протягивается с севера на юг от проспекта Идриса Зязикова, разделяя два городских микрорайона. Заложена 29 ноября 2014 года в День матери и является первой аллеей в России, посвященной российским женщинам-матерям.
На территории аллеи «Матери России» растут именные деревья общим числом 85 — по одному от каждого субъекта Российской Федерации, а в её центре стоит памятник матери, открытый 1 июня 2015 года.
В церемонии закладки аллеи приняли участие Глава Ингушетии Юнус-Бек Евкуров, депутат Совета Федерации ФС РФ, председатель ВОД «Матери России» Валентина Петренко, сенатор от Республики Ингушетия Мухарбек Дидигов, депутаты Государственной Думы и Народного Собрания Республики Ингушетия, Народные артисты России Зинаида Кириенко и Екатерина Жемчужная, другие официальные лица и жители республики.